# .22 Extra Long

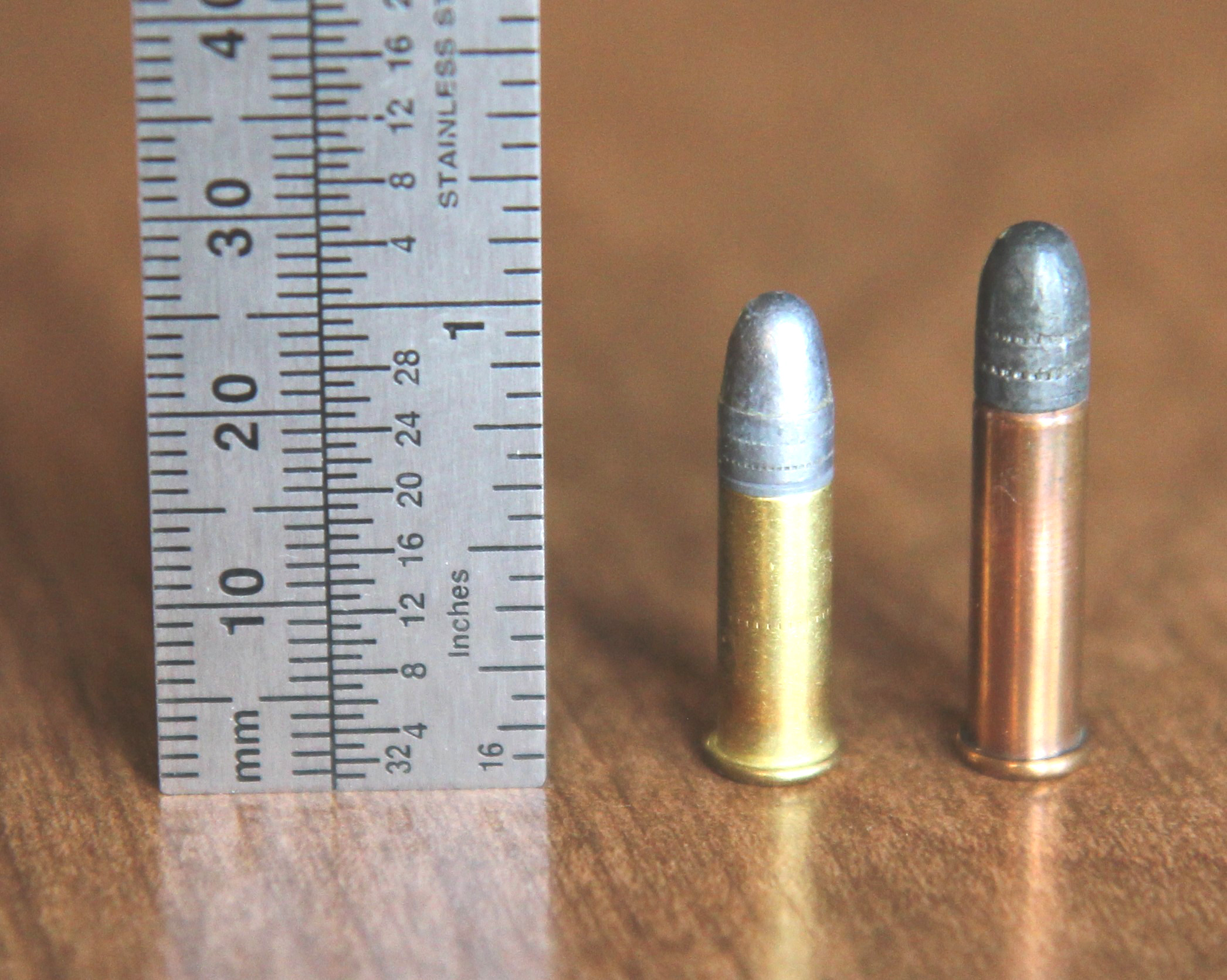
Um .22 Extra Long (esquerda) e um .22 LR para comparação.

O .22 Extra Long é uma variante do cartucho de fogo circular no calibre .22 (5,6 mm). O .22 Long, tendo sido lançado em 1880, foi usado tanto em rifles quanto em revólveres por vários fabricantes, como: Remington, Dan Wesson, Ballard, Stevens, e mais tarde, em 1916, a Winchester e a Smith & Wesson.

## Histórico
O .22 Extra Long foi combinado com o mesmo projétil de 2,6 g (40 gr) que mais tarde acabou sendo usado com muito mais sucesso no .22 Long Rifle, o .22 Extra Long era carregado com 0,39 g (6 gr) de pólvora, sendo um pouco mais potente que o .22 LR, mas perdendo em precisão.